# Chavagnes-les-Redoux
Chavagnes-les-Redoux é uma comuna francesa na região administrativa da Pays de la Loire, no departamento de Vendéia. Estende-se por uma área de 13,34 km². Em 2010 a comuna tinha 841 habitantes (densidade: 63 hab./km²).